# Tetronarce peruana
Tetronarce peruana, conocida como torpedo peruana, es una especie de raya eléctrica de la familia Torpedinidae. Se distribuye en el este del océano Pacífico: desde Costa Rica en Centro América hasta Colombia, Perú y las Islas Galápagos en Ecuador en América del Sur.